# Madonna col Bambino e due angeli
La Madonna col Bambino e due angeli (en français : Vierge à l'Enfant Jésus et deux anges) est une peinture a tempera sur panneau de bois de 73 × 46 cm, qui peut être datée vers 1470, conservée à la Lowe Gallery, Coral Gables (Floride). 

## Attribution
Luciano Bellosi considère cette composition comme étant une œuvre collective en attribuant le dessin à Francesco di Giorgio Martini et l'exécution à Neroccio di Bartolomeo de' Landi. Cette œuvre date en effet de la période de collaboration de Neroccio avec Francesco di Giorgio Martini dans un atelier commun (bottega) : la « societas in arte pictorum ».

## Sources
- (en) Gertrude Coor, Neroccio de' Landi 1447-1500, Princeton, New Jersey, Princeton University Press, 1961, 235 p., 30 x 23 cmReproduction de la Madonna col Bambino e due angeli dans le catalogue.
- (it) Luciano Bellosi, Francesco di Giorgio e il Rinascimento a Siena 1450-1500, Milan, Mondadori Electa, 1993, 556 p.Catalogue de l'exposition tenue à Sienne en l'église Sant'Agostino du 25 avril au 31 juillet 1993.